# Timo Sarpaneva

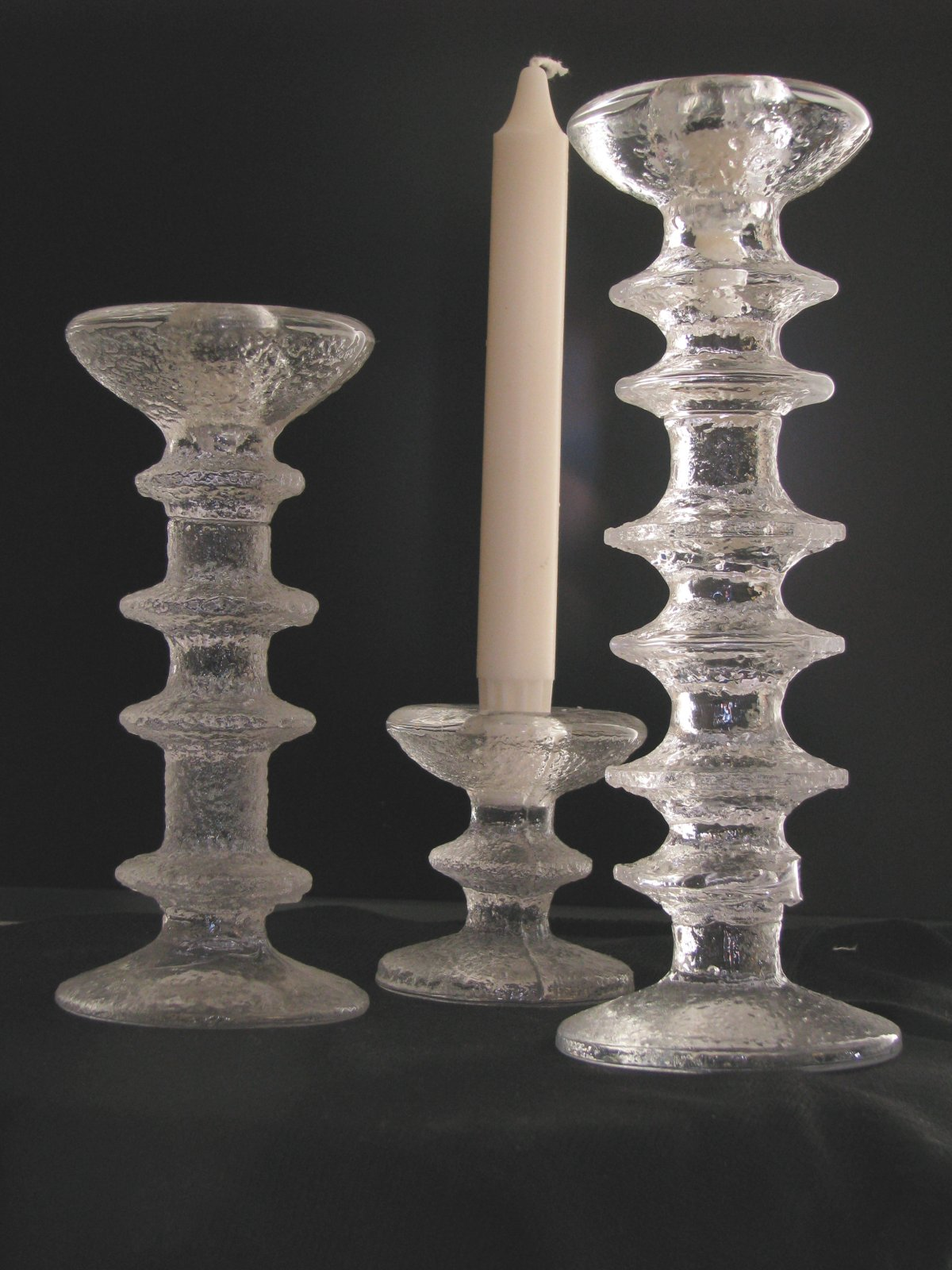
Candeleros diseñados por Timo Sarpaneva.

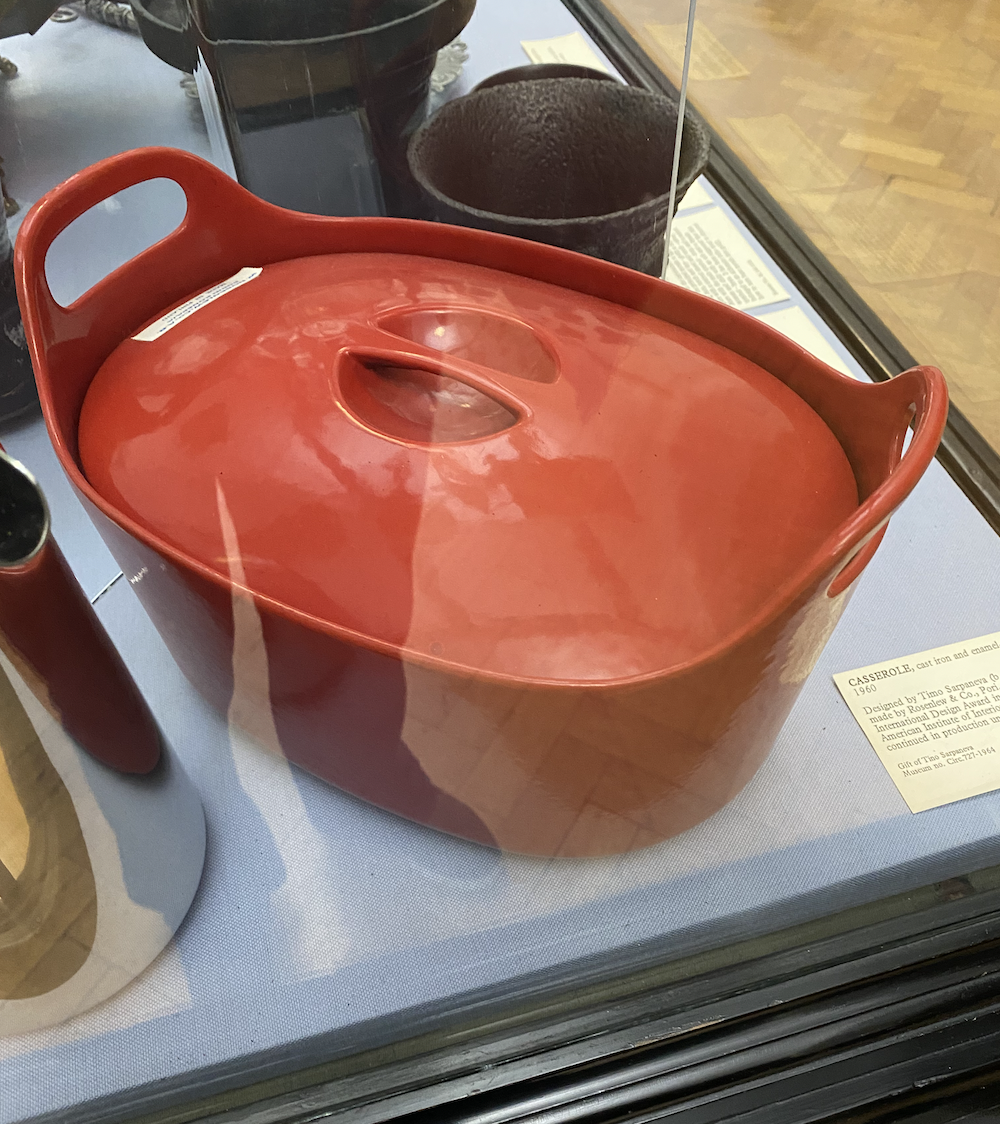
Cacerola de hierro fundido y esmalte rojo del diseñador Timo Sarpaneva, 1960. Foto tomada en el Albert and Victoria Museum de Londres

Timo Tapani Sarpaneva, (Helsinki, 31 de octubre de 1926 — Helsinki, 2 de octubre de 2006). Diseñador de Finlandia. Fue conocido por sus estructuras artísticas con el vidrio. También trabajo con el metal, la porcelana la madera y los textiles.
Se graduó en la Universidad de Arte y Diseño de Helsinki en 1948. Orientó su actividad profesional hacia el diseño industrial y se le consideraba dentro del grupo de artistas que floreció en Finlandia después de la Segunda Guerra Mundial. Trabajaba todos los materiales hasta convertirlos en piezas de arte. Era considerado un artista versátil, de gran creatividad. Se encontraba en posesión, entre otros, del Premio International Design Award que recibió en 1963. Fue doctor honoris causa por el Royal College of Art de Londres, la Universidad de México y la Universidad de Arte y Diseño donde estudió.